# Друштво за информатику Србије
Друштво за информатику Србије (скраћено ДИС) је удружење грађана основано 28. јуна 1973. године и окупља инжењере, математичаре, економисте, правнике, наставнике, заинтересоване грађане, студенте, ученике и све друге који у свом раду користе информационе и комуникационе технологије (ИКТ). 
ДИС организује научне и стручне скупове, трибине, округле столове, промоције, семинаре, предавања и сличне активности. Годишње ДИС организује 15 до 20 активности на којима се окупи око 2.500 информатичара. Сваке године ДИС организује избор и доделу признање „Плакета ДИС“ за највећа достигнућа у области информатике у Србији.
Активности ДИС се најављују и могу пратити на њиховом званичном сајту. Утицај ДИС развој информатике у Србији се остварује тако што се организовано анализира стање, утврђују узроци и предлажу потребне мере и активности за унапређивање стања у области информатике. Предложене мере спроводе непосредно чланови ДИС, или се достављају заинтересованим предузећима и организацијама, надлежним државним органима и медијима. Поједине иницијативе нису остварене због неразумевања или непостојања предуслова у надлежним државним органима, али ДИС наставља са инсистирањем да се оне реализују.
Активности ДИС допринеле су: ширењу примена ИКТ, стварању повољнијих услова за набавку ИКТ опреме, промоцији најновијих ИКТ и знања, смањивању пореза и царина за ИКТ опрему, заштити података о личности, ширењу примене ћирилице при коришћењу ИКТ опреме, побољшању положаја ИКТ делатности, афирмацији најбоље праксе у примени рачунара, примени ИКТ стандарда, стручном усавршавању информатичара, развоју електронског пословања и др. 
ДИС настоји да у своје активности укључи што више младих од којих се очекују иницијативе и доприноси у предлагању и реализацији програма. Активности ДИС доприносе развоју информационог друштва у Србији и то посебно кроз залагање за: већу доступност информација, развој електронских сервиса, примене „рачунарства у облаку“, мобилно пословање и сл.
Досадашњи председници ДИС су били: проф. др Тихомир Алексић, проф. др Мија Петровић и Никола Марковић.
ДИС је 28. јуна 2013. обележио 40 година постојања и рада.

## Напомена
- Чланак је за Википедију припремио и послао Никола Марковић, председник ДИС, 2013. године